# Portopetro
Portopetro (oder Porto Petro) ist ein Hafenort auf der spanischen Baleareninsel Mallorca. Er liegt an der Südostküste in der Region Migjorn.
Portopetro gehört zum Gemeindegebiet von Santanyí und liegt etwa 1,5 Kilometer südlich des Zentrums des größeren, aber auch jüngeren Ortes Cala d’Or. Der im 13. Jahrhundert erstmals erwähnte Ort Portopetro zählt heute rund 500 Einwohner. Das Zentrum des Ortes bildet die Plaza Calo de Moix. Es gibt drei mittel große Hotelanlagen.

## Hafen
Der Hafen liegt an der westlichen Seite der großen Bucht Sa Platja und erstreckt sich bis in die kleine Bucht Calo de Moix.
Die Restaurants und Bars des Ortes gruppieren sich bis zum Ende des historischen Hafens, der heute noch überwiegend als Fischerhafen genutzt wird, aber auch einen kleinen Yachthafen (Marina) für den Tourismus besitzt.
Es besteht eine Fährverbindung zur Insel Cabrera.

## Sehenswürdigkeiten
Auf der Landzunge Punta de sa Torre befinden sich der Torre Portopetro (Turm) und das Far de Portopetro (Leuchtfeuer).

## Ansichten

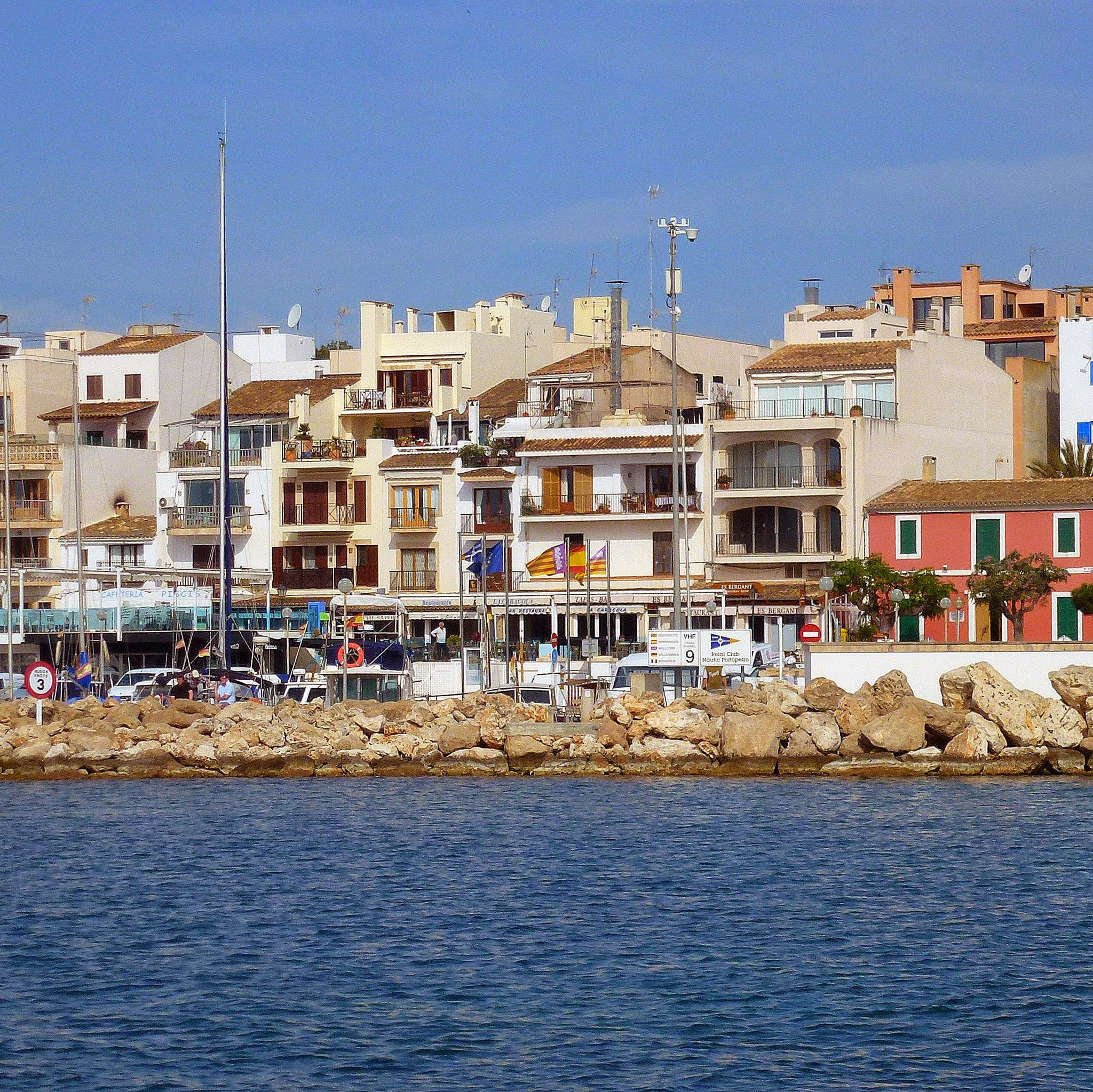
Gebäude im Hafen
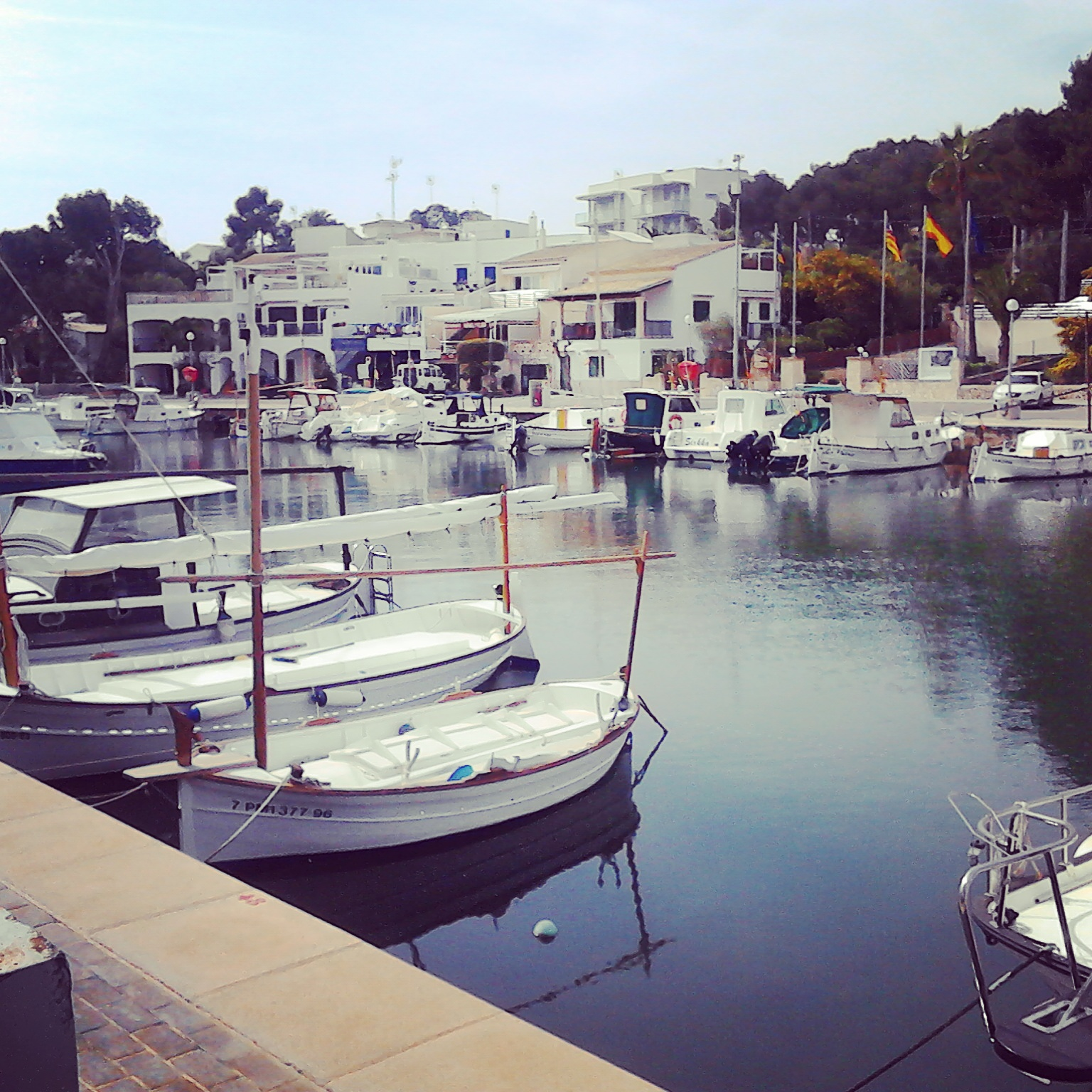
Der Hafen
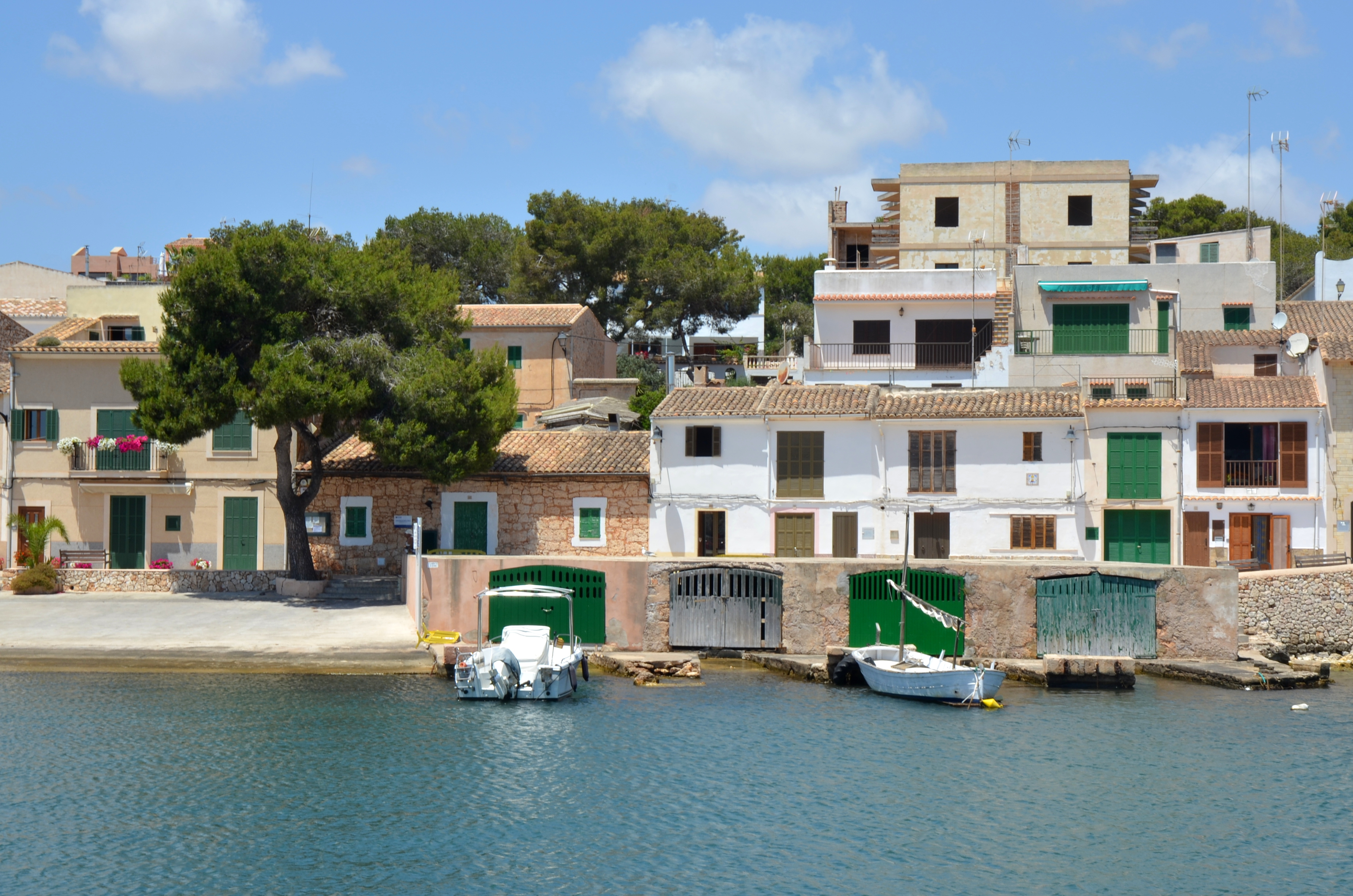
Kleine Bootshäuser
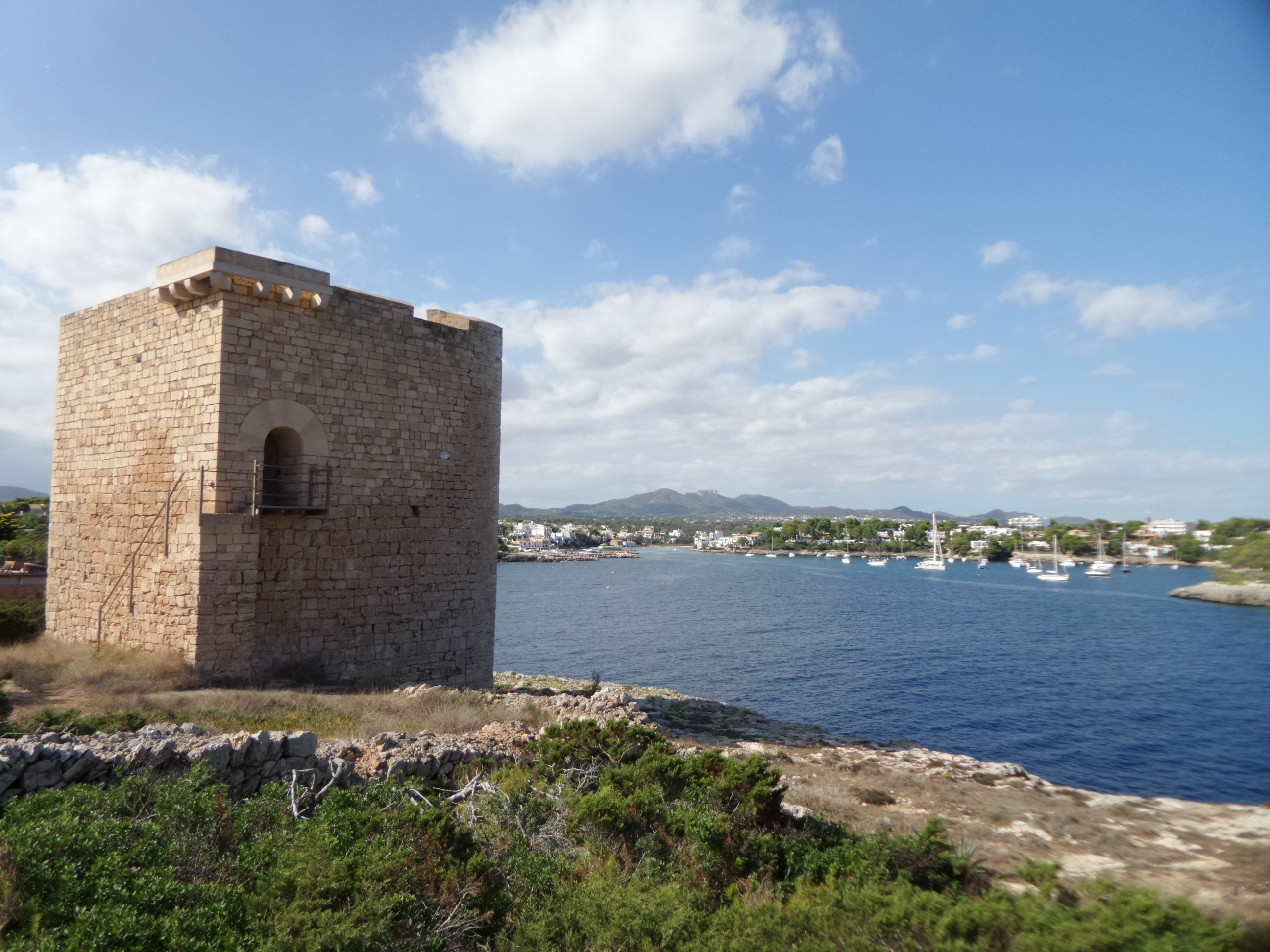
Torre de Portopetro
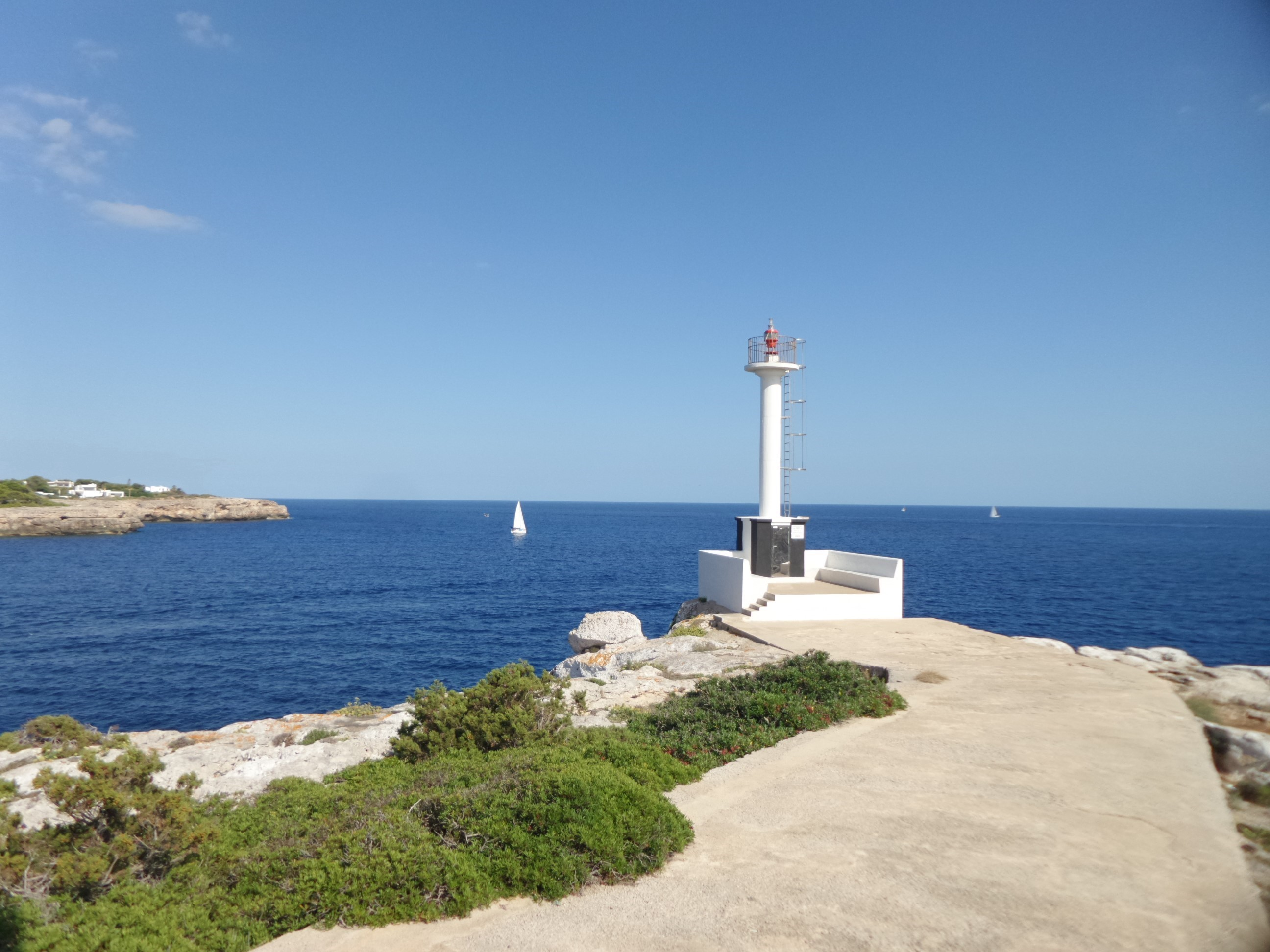
Far de Portopetro

## Strände

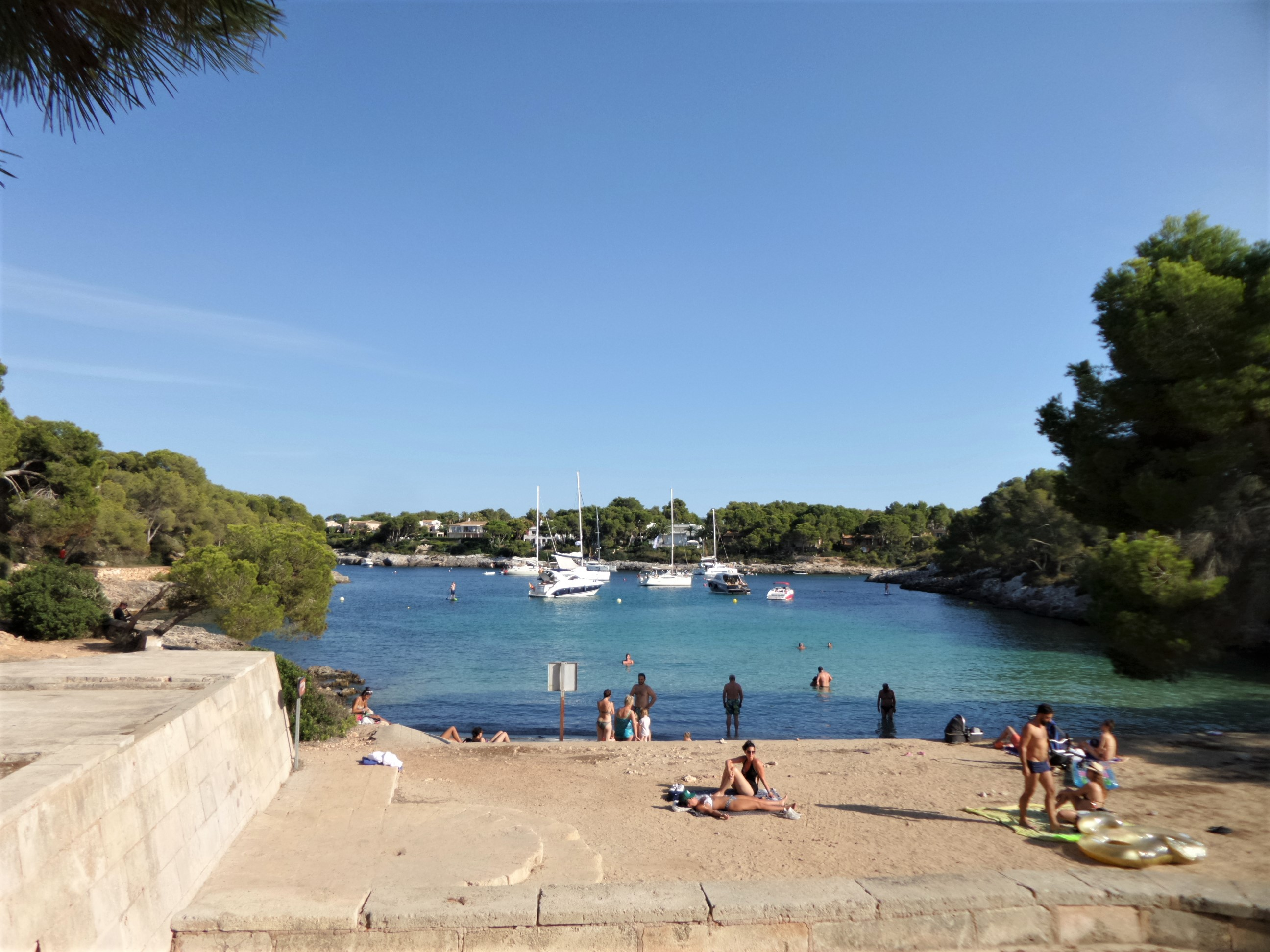
Caló des Homme Morts
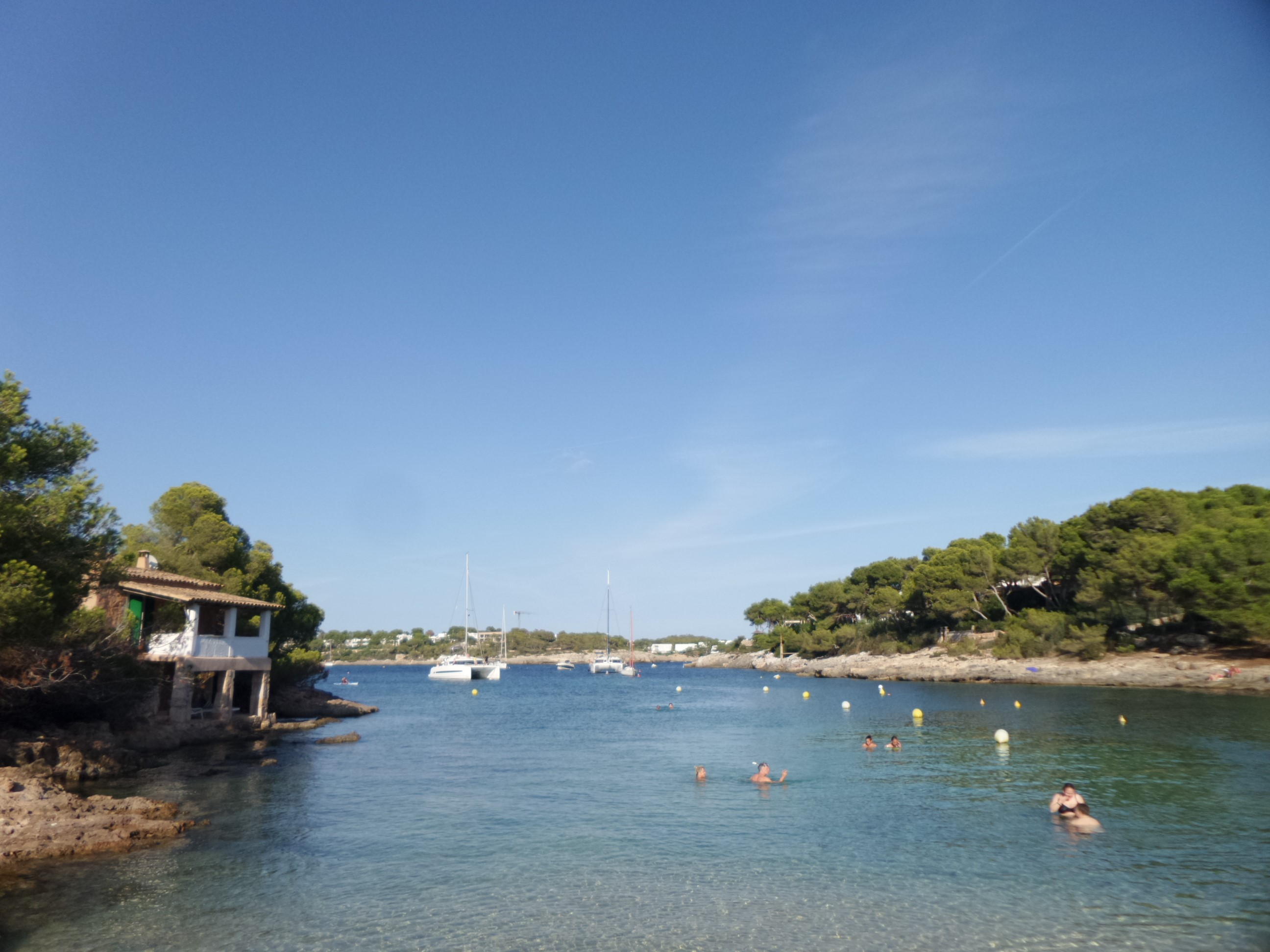
Caló des sa Torre
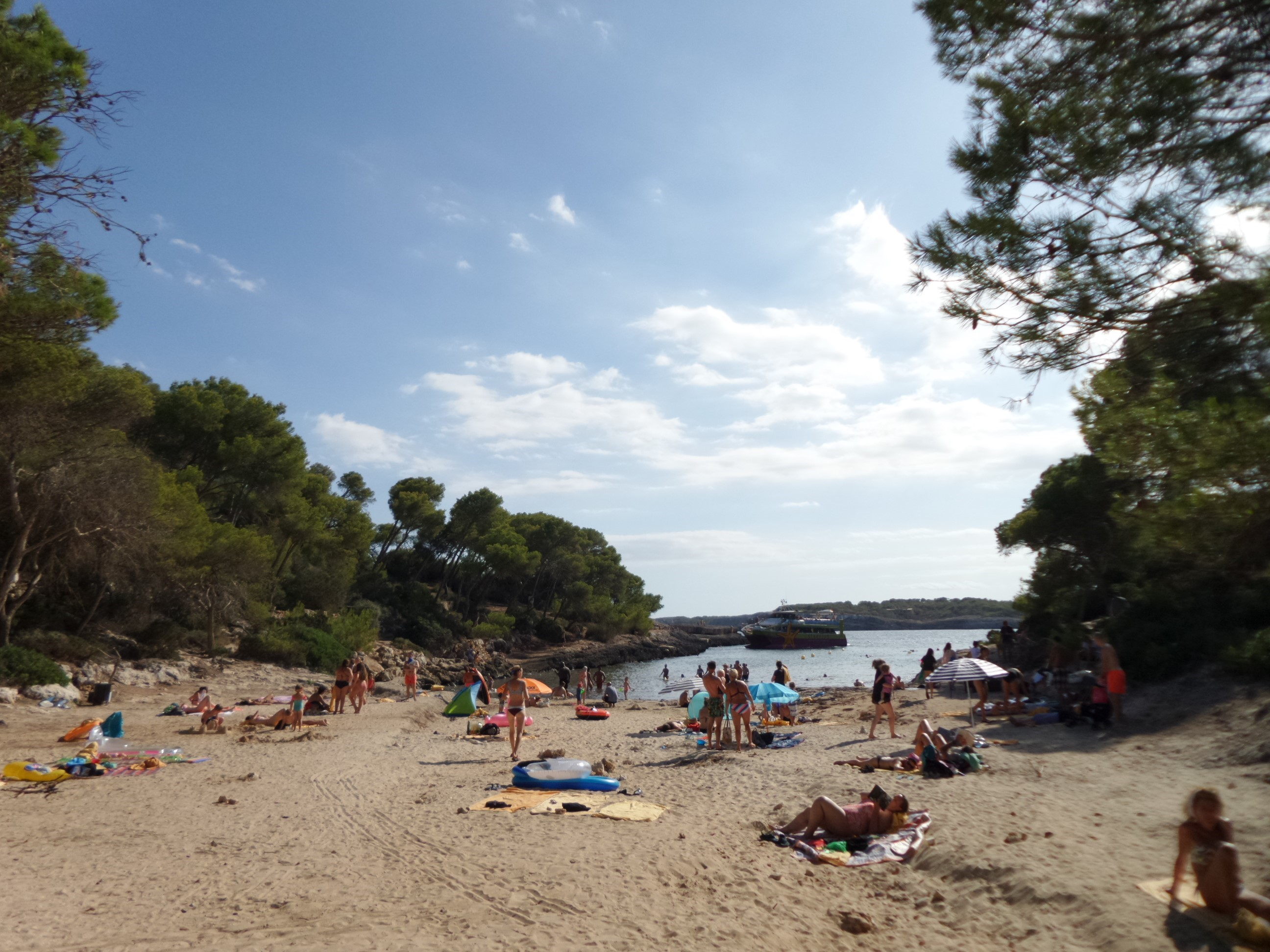
Cala Barca Trencada
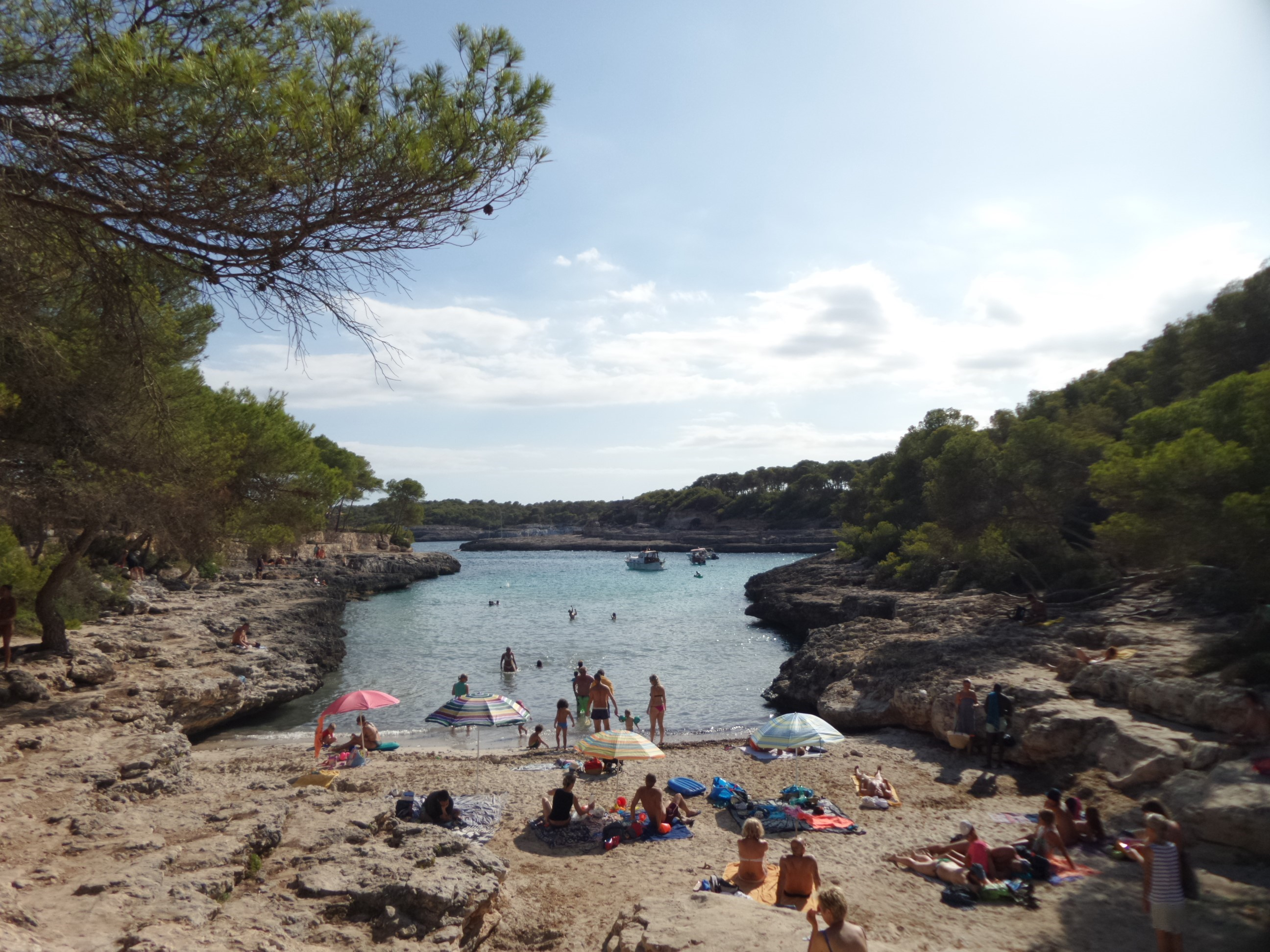
Caló des Borgit

- Caló des Homme Morts (Bucht mit Sandstrand)
- Caló des sa Torre (Bucht mit Sandstrand)
- Cala Barca Trencada (Bucht mit Sandstrand), ca. 1 km
- Caló des Borgit (Bucht mit Sandstrand), ca. 1,5 km
- Ses Fonts de n’Alís (Bucht mit Sandstrand) und S’Amarador (Bucht mit Sandstrand) in der Cala Mondragó, ca. 2–3 km

## Parc natural de Mondragó
Unweit von Cala d’Or und Portopetro liegt das Naturschutzgebiet Parc natural de Mondragó mit den Stränden Ses Fonts de n’Alís und S’Amarador in der Doppelbucht der Cala Mondragó. Der Park mit freiem Eintritt empfiehlt sich für kurze Wanderungen oder einen Badeausflug an den Strand.